# ZNTK Nowy Sącz 1D
SP30 (typ Ls300 oraz 1D) – pasażerska wersja lokomotywy manewrowej SM30, przeznaczona do prowadzenia lekkich pociągów osobowych.
Seria SP30 powstała na bazie lokomotyw serii SM30. Jedyną różnicą było dodanie instalacji ogrzewania elektrycznego (500 V), pozwalającej na ogrzewanie do trzech wagonów dwuosiowych. Ze względu na zasilanie układu ogrzewania wagonów bezpośrednio z prądnicy głównej, włączenie zasilania ograniczało parametry eksploatacyjne.
Przebudowy dokonano w latach 1974-1978 w zakładach ZNTK Nowy Sącz. Do ogrzewania wagonów pasażerskich zostało przystosowanych około 109 lokomotyw, którym zmieniono oznaczenie serii z SM30 na SP30, z zachowaniem starych numerów inwentarzowych. W ruchu pasażerskim były eksploatowane do końca lat 80., a w roku 2000 pozostałe na stanie PKP lokomotywy tej serii włączono z powrotem do serii SM30.